# Chłodziarka

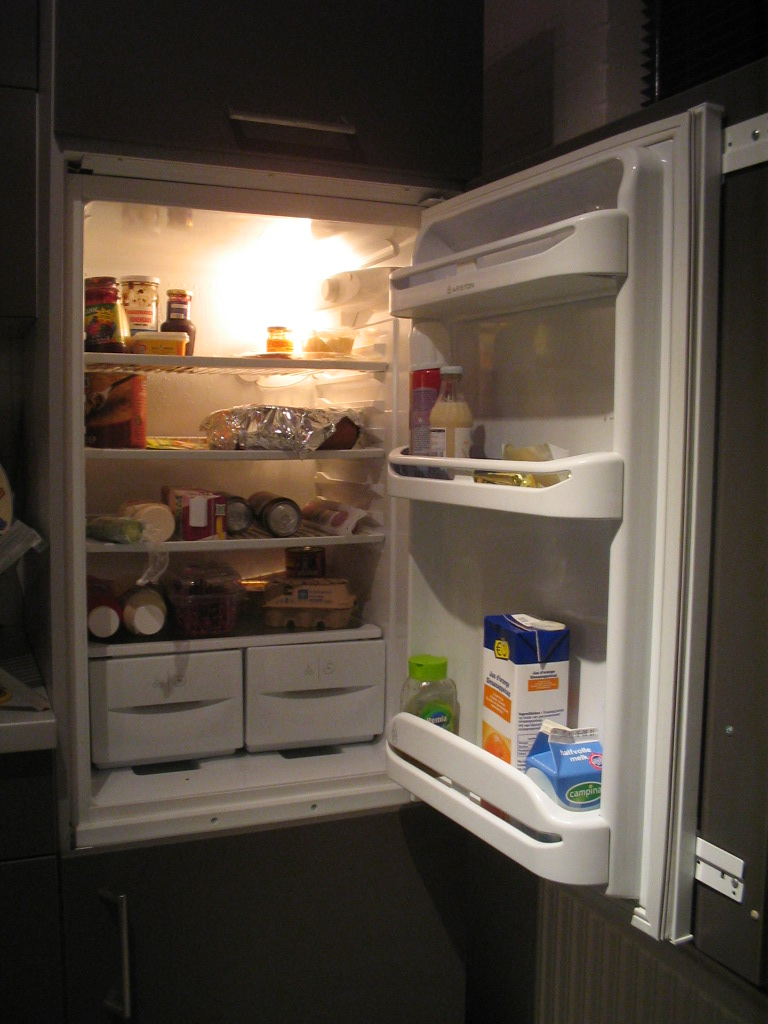
Chłodziarka domowa (popularnie nazywana lodówką)

Chłodziarka (zwycz. lodówka) – urządzenie (maszyna cieplna), którego zadaniem jest obniżenie temperatury środowiska chłodzonego, kosztem doprowadzonej energii. W chłodziarkach absorpcyjnych energia odprowadzana jest w postaci ciepła, natomiast w pozostałych (sprężarkowych, strumienicowych, termoelektrycznych) w postaci pracy. Chłodzonym czynnikiem może być powietrze, woda lub inny czynnik pośredniczący (chłodziwo).

## Historia

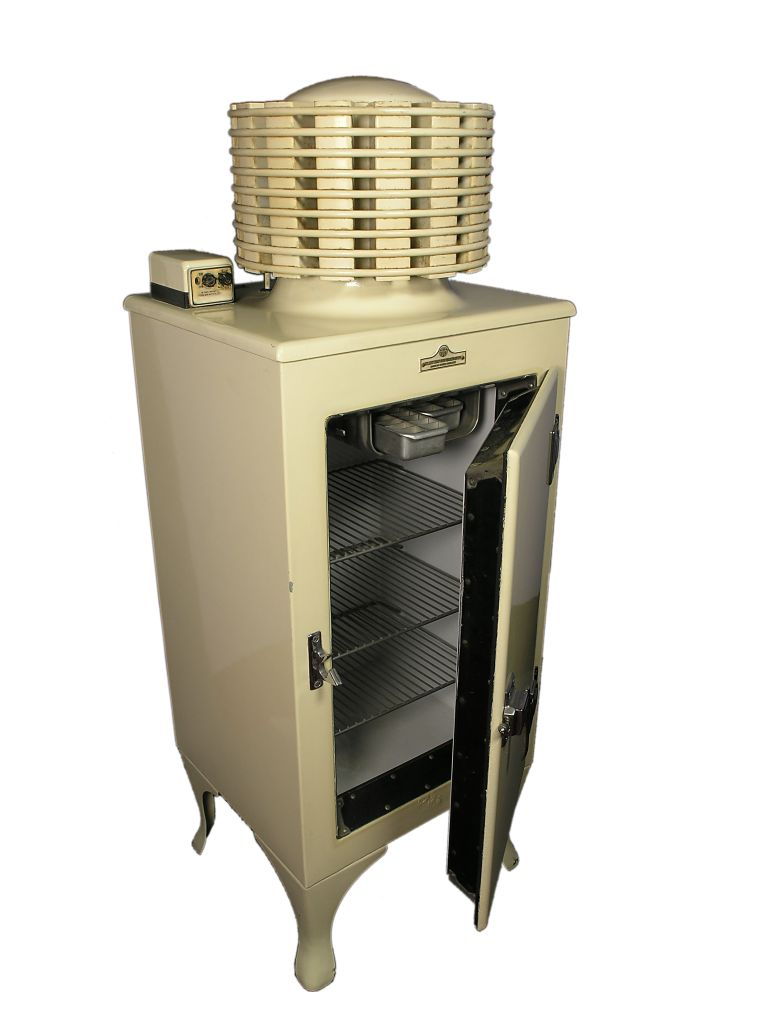
Wczesna elektryczna chłodziarka z cylindrycznym modułem wymiany ciepła u góry (lata 30. XX w.)

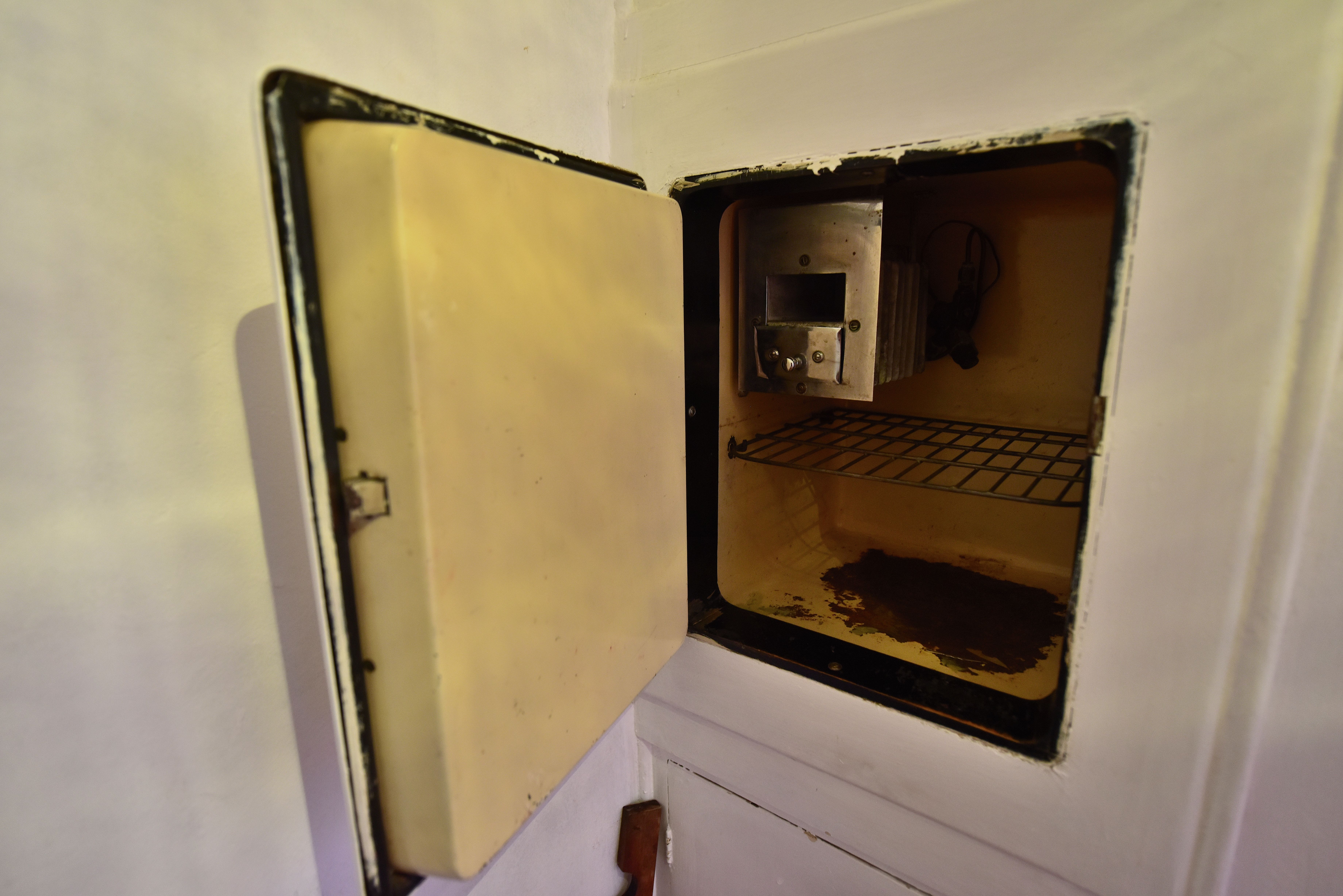
Lodówka freonowa z okresu międzywojennego w jednym z mieszkań przy ul. Fabrycznej 27 w Warszawie

Pierwszą chłodziarkę opracował australijski wynalazca (z zawodu drukarz) James Harrison. Jego chłodziarki pojawiły się w sprzedaży już w 1862. Następnym krokiem Harrisona było opracowanie instalacji chłodzącej w browarze Bendigo w stanie Wiktoria.
Jednak w większości źródeł wynalazcą chłodziarki jest bawarski inżynier Carl von Linde, który w 1871 roku zastosował system chłodzenia w browarze Spaten w Monachium, aby umożliwić produkcję piwa latem. Środkiem schładzającym był eter dimetylowy lub amoniak (eter metylowy zastosował także Harrison, który zauważył, że czyszczone w eterze czcionki, ochładzają się podczas jego parowania z ich powierzchni). Była to chłodziarka absorpcyjna.
Pierwsza elektryczna chłodziarka zastosowana w warunkach domowych nosiła nazwę DOMELRE (DOMestic ELectric REfrigerator). Do sprzedaży została wprowadzona w Chicago (Stany Zjednoczone), w 1913 roku. Równocześnie, w tym samym roku pojawiły się pierwsze chłodziarki w Niemczech. Chłodziarkę z zamrażarką wynaleziono dopiero w 1939 roku. Pierwszą firmą, będącą prekursorem, który wprowadził chłodziarki do domu przeciętnego człowieka, była firma Electrolux. Obieg w popularnych chłodziarkach „absorpcyjnych”, w którym parowanie odbywa się nie wskutek występującej różnicy ciśnień bezwzględnych, lecz różnicy ciśnień parcjalnych (amoniaku, wody i wodoru), nazywany bywa w literaturze „obiegiem systemu Electrolux”.

## Chłodziarki
Zdecydowana większość obecnych chłodziarek to urządzenia elektryczne, najczęściej sprężarkowe, realizujące lewobieżny obieg Lindego. W przeciwieństwie do obiegów prawobieżnych, realizowanych w silnikach cieplnych (obieg Cykl Otta, Diesla, Seilingera, Braytona), do układu doprowadzana jest praca a odbierane ciepło.

Schemat ideowy działania chłodziarki

### Chłodziarka sprężarkowa
Najprostszy układ chłodniczy składa się z następujących elementów:
1. skraplacza;
2. elementu dławiącego (w urządzeniach domowych rolę tę pełni rurka kapilarna);
3. parownika;
4. sprężarki.

W parowniku, który jest umiejscowiony w środowisku chłodzonym, panuje niskie ciśnienie, a więc i temperatura (która jest niższa od temperatury otoczenia, ale wyższa od temperatury wrzenia czynnika chłodniczego). Znajdujący się tam czynnik chłodniczy wrze, intensywnie odbierając ciepło (por. ciepło parowania). Następnie jest zasysany i sprężany przez sprężarkę, po czym trafia do skraplacza, gdzie pod wysokim ciśnieniem ulega skropleniu oddając ciepło. Ciekły czynnik o temperaturze wyższej od temperatury otoczenia trafia do elementu dławiącego, ponieważ jego ciśnienie musi zostać obniżone do ciśnienia panującego w parowniku. Podczas dławienia część czynnika odparowuje powodując spadek temperatury pozostałej cieczy. Zimna mieszanina cieczowo-parowa trafia do parownika i cykl się powtarza.

### Chłodziarka absorpcyjna
Tego typu chłodziarka działa na zasadzie krążenia czynnika chłodniczego między absorberem (tutaj jest pochłaniany) a desorberem (w chłodziarce tę funkcję spełnia warnik). W desorberze czynnik chłodniczy wydziela się z roztworu. Układ absorbera i desorbera stanowi de facto sprężarkę chemiczną, pozostała część obiegu jest identyczna jak w chłodziarce sprężarkowej.
Chłodziarki absorpcyjne to pierwsze chłodziarki elektryczne. Po wynalezieniu chłodziarek sprężarkowych, które są bardziej wydajne, systematycznie przechodzono na nowe rozwiązanie. W pewnych sytuacjach stosuje się je do dziś. Przykładem mogą być chłodziarki małe, stacjonarne (poniżej 1 m wysokości). W tego typu chłodziarkach nie montuje się sprężarek, gdyż układ sprężarkowy, mimo że bardziej wydajny, zajmuje więcej miejsca.
Charakterystycznym typem chłodziarek absorpcyjnych jest chłodziarka gazowa. W typowej chłodziarce warnikiem jest grzałka elektryczna, a w gazowej palnik gazowy. To rozwiązanie jest często stosowane w miejscach, gdzie nie ma prądu lub częste są jego zaniki, a urządzenie łatwo może być podłączone do butli gazowej, np. w przyczepach kempingowych. W tego typu chłodziarkach często zamontowana jest też grzałka i urządzenie można zasilać zarówno prądem, jak i gazem.

### Chłodziarka adsorpcyjna
Jest to urządzenie realizujące obieg chłodniczy w podobny sposób, co chłodziarka absorpcyjna, z tą jednak różnicą, że wykorzystywany jest proces adsorpcji. Ten fakt powoduje, że urządzenie jest zbudowane zgoła inaczej. Adsorpcja zachodzi na powierzchni ciała stałego (np.: węglu aktywnym), więc nie ma możliwości przepływu ani roztworu bogatego ani roztworu ubogiego, jak to się dzieje w przypadku chłodziarki absorpcyjnej.

### Chłodziarka termoelektryczna
Chłodziarka termoelektryczna opiera swoje działanie na efekcie Peltiera. Elementem chłodzącym są w niej Moduły Peltiera.

### Chłodziarka magnetyczna
W ostatnich latach zaczęły się również pojawiać chłodziarki wykorzystujące efekt magnetokaloryczny. Ich zaletą jest sprawność wyższa o ok. 40% od konstrukcji tradycyjnych.

### Chłodziarka termoakustyczna
Termoakustyczne urządzenia chłodnicze oparte są na efekcie termoakustycznym, który został odkryty ponad 100 lat temu przez dmuchaczy szkła. Zauważyli oni, że długa rura, która na jednym końcu jest rozgrzana, a na drugim końcu chłodna, generuje dźwięk. Kilka dekad później zauważono, że da się efekt odwrócić, czyli działając falą akustyczną na rurę, można wytworzyć gradient temperatury. Fala akustyczna rozchodząca się np. w powietrzu to nic innego jak rozchodzące się zaburzenie gęstości, ciśnienia, temperatury i energii. Zmiana tych parametrów powoduje miejscowe przemieszczenie się wyodrębnionego elementu gazu. Termoakustyczne urządzenie chłodnicze wykorzystuje fakt przemieszczenia się gazu do przetransportowania ciepła z ośrodka o temperaturze niższej do ośrodka o temperaturze wyższej.
Schemat chłodziarki:
1. głośnik,
2. gorący wymiennik ciepła,
3. stos,
4. zimny wymiennik ciepła,
5. rura rezonatora.

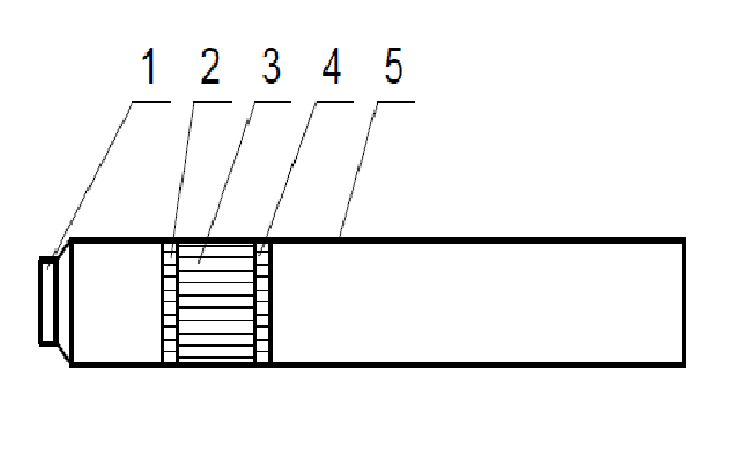
Schemat chłodziarki termoakustycznej

Najważniejszym elementem całego urządzenia jest stos. To dzięki niemu jest możliwa realizacja przenoszenia ciepła i uzyskiwanie gradientu temperatury. Stos najczęściej zbudowany jest w postaci cienkich warstw tworzących między sobą szczeliny o określonych wysokościach. Geometria stosu jest w różnych wariancjach np.: kratkowa, spiralna, iglicowa. Materiał z którego wykonany jest ten element powinien się charakteryzować pojemnością cieplną większą od gazu który znajduje się wewnątrz rezonatora oraz małą przewodnością cieplną aby zapobiec przepływie ciepła od wymiennika gorącego do zimnego.

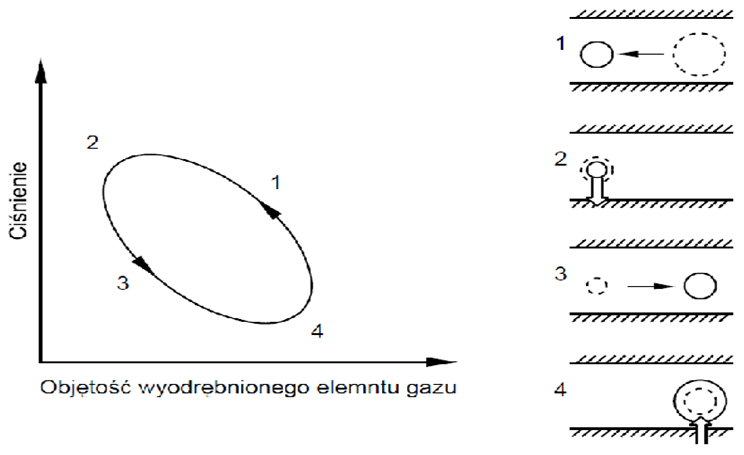
Rys. 2

Na rys. 2. został zobrazowany proces przenoszenia ciepła wewnątrz szczeliny dla wyodrębnionego elementu gazu. Wszystko opiera się na tym, że w stosie w wyniku rozchodzenia się fali akustycznej dochodzi do cyklicznego przepychania gazu to w jedną to w drugą stronę. W punkcie 1 fala dźwiękowa spręża miejscowo element gazu, co powoduje przesunięcie go w lewo. W punkcie 2 element gazu oddaje ciepło do ścianki – gdyż jest ona tam chłodniejsza, co powoduje, że wydzielony element gazu zmniejsza jeszcze swoją objętość. W kolejnym etapie 3, gaz przy pomocy fali dźwiękowej jest rozprężany, co powoduje, że jest on przesuwany w prawo. Natomiast w punkcie 4, ponieważ element gazu jest o niższej temperaturze niż ścianka, odbiera ciepło od ścianki, co powoduje dodatkowe rozprężenie się elementu gazu. W ten sposób cykl się zamyka – wszystko to dzieje się w czasie jednej oscylacji dźwięku. Czas wymiany ciepła podczas jednej oscylacji jest bardzo krótki, ale w jednej sekundzie takich oscylacji są setki, co spowoduje przeniesienie ciepła z zimnego wymiennika do ciepłego.